# Happy Meal

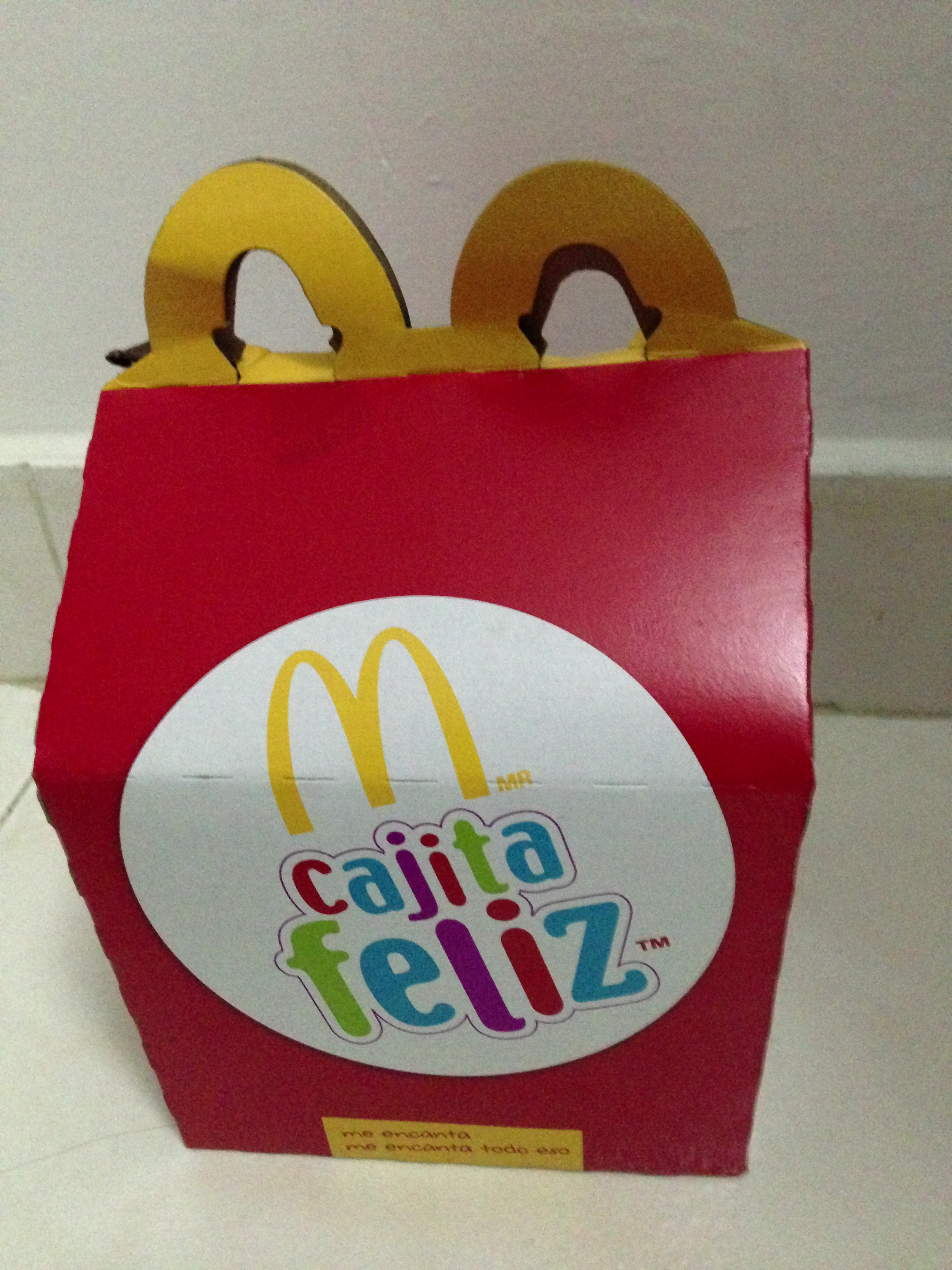
Latinamerikansk Happy Meal-låda med text på spanska ("Cajita Feliz").

Ett Happy Meal är en barnmeny som säljs av McDonald’s. En leksak ingår till varje Happy Meal, antingen i en liten låda eller i en påse med McDonald’s logotyp. Happy Meal lanserades ursprungligen i juni 1979 och i Sverige 1986.

## Historik
Många av leksakerna är licenserade, och till exempel baserade på för tillfället aktuella Disneyfilmer. Första filmtemat debuterade i december 1979, i samband med lanseringen av science fiction-filmen Star Trek.
Världens första riktigt globala Happy Meal såldes i samband med Disneyfilmen Mulan år 1998, med identisk paketering och identiska leksaker i över 40 olika länder.